# Elecciones municipales de Coronel Portillo de 1986
Las elecciones municipales de Coronel Portillo de 1986 se llevaron a cabo el 9 de noviembre de 1986 para elegir al alcalde y al Concejo Provincial de Coronel Portillo para el periodo 1987-1989. La elección se celebró simultáneamente con elecciones municipales en todo el país.

## Sistema electoral
La Municipalidad Provincial de Coronel Portillo es el órgano administrativo y de gobierno de la provincia de Coronel Portillo. Está compuesta por el alcalde y el Concejo Provincial.
La votación del alcalde y el concejo se realiza en base al sufragio universal, que comprende a todos los ciudadanos nacionales mayores de dieciocho años, empadronados y residentes en la provincia de Coronel Portillo y en pleno goce de sus derechos políticos, así como a los ciudadanos no nacionales residentes y empadronados en la provincia de Coronel Portillo.
El Concejo Provincial de Coronel Portillo está compuesto por 19 regidores elegidos por sufragio directo para un período de tres (3) años, en forma conjunta con la elección del alcalde (quien lo preside). La votación es por lista cerrada y bloqueada. Se asigna a cada lista los escaños según el método d'Hondt o la mitad más uno, lo que más le favorezca. Es elegido como alcalde el candidato que ocupe el primer lugar de la lista que haya obtenido la más alta votación.

## Composición del Concejo Provincial de Coronel Portillo
La siguiente tabla muestra la composición del Concejo Provincial de Coronel Portillo antes de las elecciones.
| Partidos | Partidos                  | Regidores |
| -------- | ------------------------- | --------- |
|          | Izquierda Unida           | 11        |
|          | Acción Popular            | 4         |
|          | Partido Aprista Peruano   | 3         |
|          | Partido Popular Cristiano | 1         |

## Partidos y candidatos
A continuación se muestra una lista de los principales partidos y alianzas electorales que participaron en las elecciones:
| Candidatura | Candidatura | Partidos y alianzas | Candidatos | Candidatos               | Ideología                                               | Resultado previo | Resultado previo | Ref. |
| Candidatura | Candidatura | Partidos y alianzas | Candidatos | Candidatos               | Ideología                                               | Votos (%)        | Reg.             | Ref. |
| ----------- | ----------- | --- | ---------- | ------------------------ | ------------------------------------------------------- | ---------------- | ---------------- | ---- |
|             | IU          | Lista - Izquierda Unida (IU) – Unión de Izquierda Revolucionaria (UNIR) – Unidad Democrático Popular (UDP) – Partido Socialista Revolucionario (PSR) – Partido Comunista Revolucionario (PCR) – Partido Comunista Peruano (PCP) – Frente Obrero Campesino Estudiantil y Popular (FOCEP) |            | Walter Pérez Meza        | Marxismo-leninismo Mariateguismo Socialismo democrático | 34.98%           | 11               |      |
|             | APRA        | Lista - Partido Aprista Peruano (APRA) |            | Lucio Abensur Pérez      | Aprismo                                                 | 27.55%           | 3                |      |
|             | PPC         | Lista - Partido Popular Cristiano (PPC) |            | Alberto Rivera Fernández | Conservadurismo social Humanismo Democracia cristiana   | 7.58%            | 1                |      |
|             | IND         | Lista - Lista Independiente N° 3 Frente Izquierda Independiente de Ucayali |            | César Castro Vera        | Localismo portillano                                    | Nuevo            | Nuevo            |      |
|             | IND         | Lista - Lista Independiente N° 5 Partido Regional Independiente de Ucayali |            | Miguel Montalbán Vásquez | Localismo portillano                                    | Nuevo            | Nuevo            |      |
|             | IND         | Lista - Lista Independiente N° 7 Lista Independiente de Ucayali |            | Luis Li Wong             | Localismo portillano                                    | Nuevo            | Nuevo            |      |

## Resultados

### Sumario general
|                        |                                                                    |              |              |              |           |           |
| Partidos y coaliciones | Partidos y coaliciones                                             | Voto popular | Voto popular | Voto popular | Regidores | Regidores |
| Partidos y coaliciones | Partidos y coaliciones                                             | Votos        | %            | +/−          | Total     | +/−       |
|                        | Partido Aprista Peruano (APRA)                                     | 32,748       | 63.80        | +36.25       | 11        | +8        |
|                        | Izquierda Unida (IU)                                               | 10,344       | 20.15        | –14.83       | 2         | –9        |
|                        | Partido Popular Cristiano (PPC)                                    | 3,977        | 7.75         | +0.17        | 0         | –1        |
|                        | Lista Independiente N° 3 Frente Izquierda Independiente de Ucayali | 3,466        | 6.75         | n/a          | 0         | ±0        |
|                        | Lista Independiente N° 7 Lista Independiente de Ucayali            | 691          | 1.35         | n/a          | 0         | ±0        |
|                        | Lista Independiente N° 5 Partido Regional Independiente de Ucayali | 107          | 0.21         | n/a          | 0         | ±0        |
|                        |                                                                    |              |              |              |           |           |
| Total                  | Total                                                              | 51,333       |              |              | 19        | ±0        |
|                        |                                                                    |              |              |              |           |           |
| Votos válidos          | Votos válidos                                                      | 51,333       | 86.73        | +2.81        |           |           |
| Votos en blanco        | Votos en blanco                                                    | 1,922        | 3.25         | –0.50        |           |           |
| Votos nulos            | Votos nulos                                                        | 5,935        | 10.03        | –2.30        |           |           |
| Votos emitidos         | Votos emitidos                                                     | 59,190       | 72.79        | +9.40        |           |           |
| Abstenciones           | Abstenciones                                                       | 22,124       | 27.21        | –9.40        |           |           |
| Votantes registrados   | Votantes registrados                                               | 81,314       |              |              |           |           |
|                        |                                                                    |              |              |              |           |           |
| Fuente:                |                                                                    |              |              |              |           |           |

## Elecciones municipales distritales

### Resultados por distrito
La siguiente tabla enumera el control de los distritos de la provincia de Coronel Portillo. El cambio de mando de una organización política se resalta del color de ese partido.
| Distrito    | Alcalde(sa) titular     | Partido político | Partido político        | Alcalde(sa) electo(a)   | Partido político | Partido político        |
| ----------- | ----------------------- | ---------------- | ----------------------- | ----------------------- | ---------------- | ----------------------- |
| Campoverde  | Miguel García Lazón     |                  | Acción Popular          | León Tello Cuya         |                  | Partido Aprista Peruano |
| Iparía      | Hecer Cárdenas Gonzales |                  | Partido Aprista Peruano | Hecer Cárdenas Gonzales |                  | Partido Aprista Peruano |
| Masisea     | Luis Flores Macahuachi  |                  | Partido Aprista Peruano | Luis Flores Macahuachi  |                  | Partido Aprista Peruano |
| Yarinacocha | Elías Robledo Doñez     |                  | Partido Aprista Peruano | Roberto Ruiz Vargas     |                  | Partido Aprista Peruano |